# 三个摩登女性

《三个摩登女性》剧照

《三个摩登女性》是一部1933年公映的华语电影。该片剧情是田汉根据女影迷写给金焰的情书为基础编写的，通过三女一男的感情纠葛，宣扬年轻人抗日救国的思想。由于当时田汉被国民政府通缉，该片以卜万苍编导的名义制作。男主角由金焰出演，阮玲玉、陈燕燕和黎灼灼分别饰演三位女主角:115-118:180-181:34-36。 
《三个摩登女性》公映的1933年被称为“中国电影年”。《狂流》、《春蚕》、《铁板红泪录》、《盐潮》、《上海24小时》、《小玩意》、《姊妹花》等一大批左翼电影在这一年公映。《三个摩登女性》是当时最早引起轰动的作品。

## 剧本创作

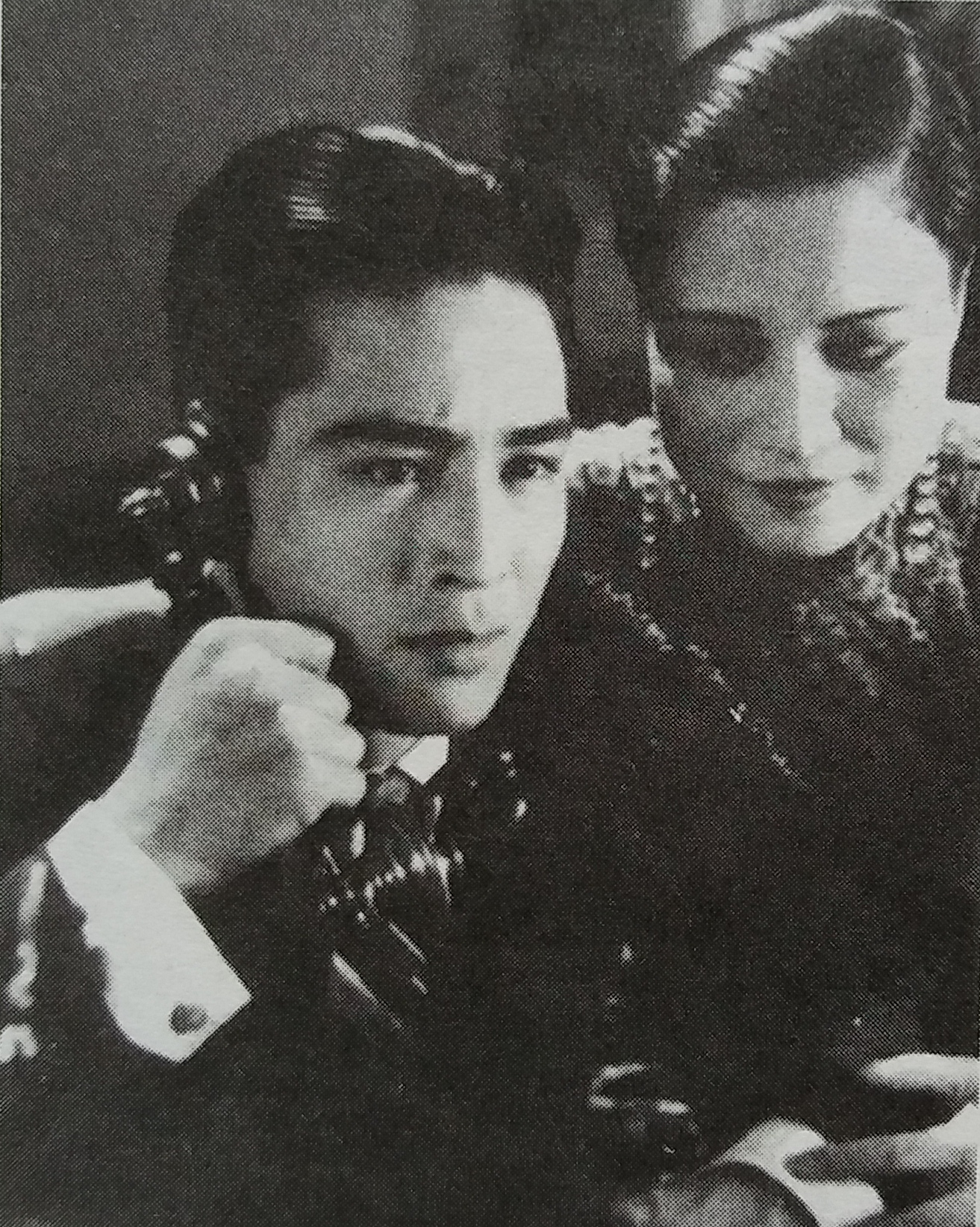
金焰和黎灼灼在《三个摩登女性》的剧照

1931年，南国社被国民政府查封，田汉被通缉:34，他的家也在一·二八事变中被日军炸毁。金焰于是把他的老师接到他在联华的宿舍暂住:122。金焰成名后，许多女影迷都追求他，给他写情书。其中有位女影迷一封接着一封地给金焰写情书，写了将近两三万字，而且在每封信里都用欧化的爱情句子。田汉闲暇之余也看看这些情书，感觉当时的女性大致可分为三种类型：爱情至上，空虚伤感型，追求文明，自食其力的进步女性型和交际花类型。田汉以此为灵感写了电影剧本《三个摩登女性》。故事通过三女一男的感情纠葛，宣传进步女青年的抗日救国思想:122:180-181。

## 剧情
大学生张榆因不满家庭包办婚姻，从东北离家出走来到上海，成了一名主演爱情电影的大明星，并与南方姑娘虞玉相恋。九一八事变东北沦陷后，他的逃婚对象周淑贞也偕母逃亡到上海。周淑贞自食其力在上海电话公司当接线员。在日本侵华的背景下，人们对爱情片失去了兴趣，张榆的影片票房开始一落千丈。一天，周淑贞打电话给张榆，劝告他改变戏路，拍些爱国片，使他深受触动。一·二八事變后，张榆到前线投身抗日工作。当时一位江南姑娘陈若英来沪，向他求爱。张榆在前线负了伤被送进医院，巧遇参与护理工作的淑贞。他希望与淑贞恢复婚约，但淑贞却表示冷淡。一·二八事變停火后，已成为富人遗孀的虞玉从香港返沪，常约张榆寻欢作乐，但张榆并不接受她。陈若英则仍然对张榆一片痴情。无奈之下，张榆同意和若英合拍一部电影，但若英却假戏真做，在拍摄中殉情而死。历经生活磨炼的淑贞邀请张榆参观码头、工厂、贫民窟，接触劳动群众，使张榆深受启示。不久，淑贞因参加罢工被公司开除，张榆赶来安慰她，紧紧握住了淑贞的手。:315

## 演员表
| 演员   | 角色   | 简介                     | 备注 |
| ------ | ------ | ------------------------ | ---- |
| 金焰   | 张榆   | 进步男青年               |      |
| 阮玲玉 | 周淑贞 | 进步女青年               |      |
| 陈燕燕 | 陈若英 | 爱情至上，空虚伤感的女性 |      |
| 黎灼灼 | 虞玉   | 交际花                   |      |